# Diphyus apiculatus
Diphyus apiculatus är en stekelart som först beskrevs av Walkley 1958.  Diphyus apiculatus ingår i släktet Diphyus och familjen brokparasitsteklar. Inga underarter finns listade i Catalogue of Life.